# Seward County (Kansas)
Seward County is een county in de Amerikaanse staat Kansas.
De county heeft een landoppervlakte van 1.656 km² en telt 22.510 inwoners (volkstelling 2000). De hoofdplaats is Liberal.

## Bevolkingsontwikkeling

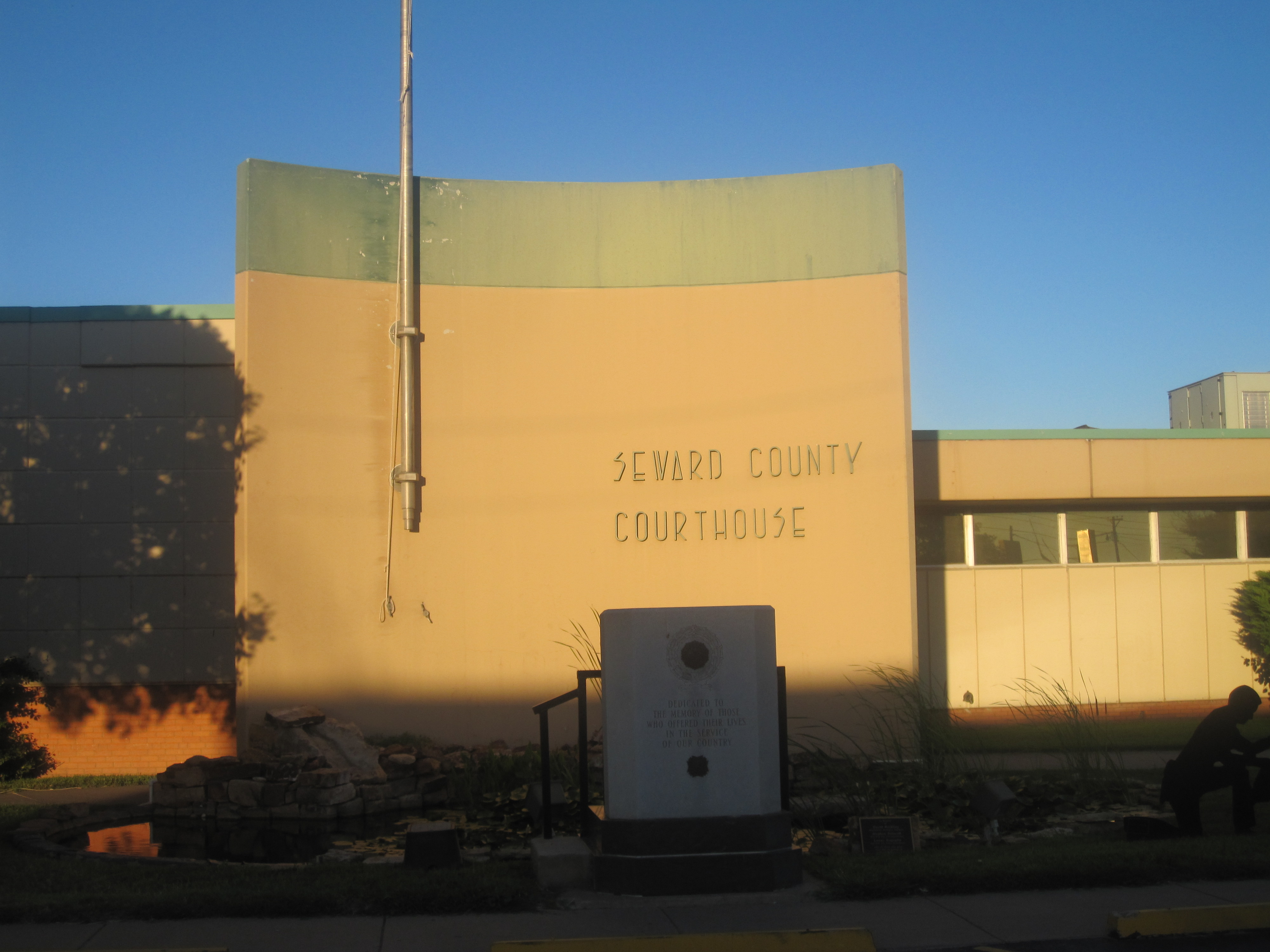
Seward County Courthouse